# Бізерта
Бізе́рта (араб. بنزرت, фр. Bizerte, англ. Bizerte, Bizerta) — місто на півночі Тунісу, адміністративний центр вілаєту Бізерта. Найпівнічніше місто Африки, розташоване поблизу крайньої північної точки континенту — мису Бланко. Промисловий, транспортний і туристичний центр. Великий середземноморський порт і головна база ВМС Тунісу. До 1963 року стратегічна військово-морська і повітряна база Франції у Північній Африці. Застарілі назви Біцерта, Бенсерта, Бенцерт.

## Історія
Бізерта знана як найстаріше та історично найбільш європейське місто Тунісу. Її історія на порядок більше пов'язана з історією сучасної Європи ніж інших міст арабського Сходу.

### Антична доба
Бізерта була заснована на початку XII століття до н. е. фінікійцями з Тіру. Спочатку це була маленька приморська факторія, типова для таласократичних цивілізацій в західному Середземномор'ї, яка імовірно мала назву Акра (фінік. ). Вперше про Бізерту як Гіппон Акру згадував давньогрецький мандрівник та письменник Ескілак Кариандський (приб. 560-ті — 490-ті рр. до н. е.). Ця назва є похідною від   пунічною мовою. Портове містечко було розташоване за 30 км на північ від Утіки та 50 км від Карфагену, інших міст-держав, заснованих фінікійцями. За часів царівни Елісси, близько 950 року до н. е., Гіппон Акра потрапила під вплив Карфагену.
Давні греки, зокрема історик Полібій, називали це місто Гіппон Діаррітос (грец. Ἱππὼν διάρρυτος), додавши до назви уточнення Diarrhytos (тобто «розділений водою»), на відміну від Гіппону Регія («царського») в Нумідії. В римській період, за царювання вандалів та в часи Візантійської імперії місто продовжувало називатись Гіппо Діаррітус (лат. Hippo Diarrhytus) або Гіппо Царітус (лат. Hippo Zarytus).
Стратегічно надзвичайно вдало розташовану природну гавань як військовий форпост використовували карфагенські полководці Гамількар, Магон, Гасдрубал, Ганнібал. Гіппон згадується в історії Першої Пунічної війни (264 — 241 до н. е.), Лівійської війни (241 — 237 до н. е.), вирішального бою у Гіппагрета в ході Третьої Пунічної війни (148 до н. е.).
Після перших нападів у 149 році до н. е. місто було зайняте римськими військами у часи Юлія Цезаря. Після повалення Карфагену римляни відбудували місто й називали його Гіппо Діаррітус (Царітус). Діаррітус входив у провінцію Африка із центром в Утіці. Найбільшого розквіту місто досягло, починаючи з правління Августа Октавіана. У цей період воно вело жваву морську торгівлю з Остією та Римом. Тоді ж, під впливом Аврелія Августина та деяких інших єпископів, серед великих землевласників й аристократії Царітусу набуло поширення християнство.
439 року, Гейзеріх, цар вандалів, разом з близько 80 тисячами послідовників висадився в Північній Африці. Його військо захопило місто. Створивши королівство зі столицею у Карфагені, вандали використовували порт як плацдарм для рейдів до інших частин Західної Римської імперії, здійснюючи набіги на Рим і острови Сардинію, Мальту, Корсику та Сицилію. Після поразки вандалів 534 року, місто перейшло під владу Східної Римської імперії, під пануванням якої перебувало до 642. У ті часи в Бізерті побудовані укріплення, що згодом стали основою арабської фортеці, відомої тепер як Форт Касба.

### Середньовіччя
647 року місто було завойоване арабськими арміями. Араби, внаслідок фонетичного освоєння греко-латинської назви міста Гіппо Царітус, стали називати його Бен-Церт, звідки й пішли пізніші назви Бінзерт, Бізер, Безерте, Бізерта — араб. بنزرت (Banzart). З приходом арабів розпочалася ісламізація населення.

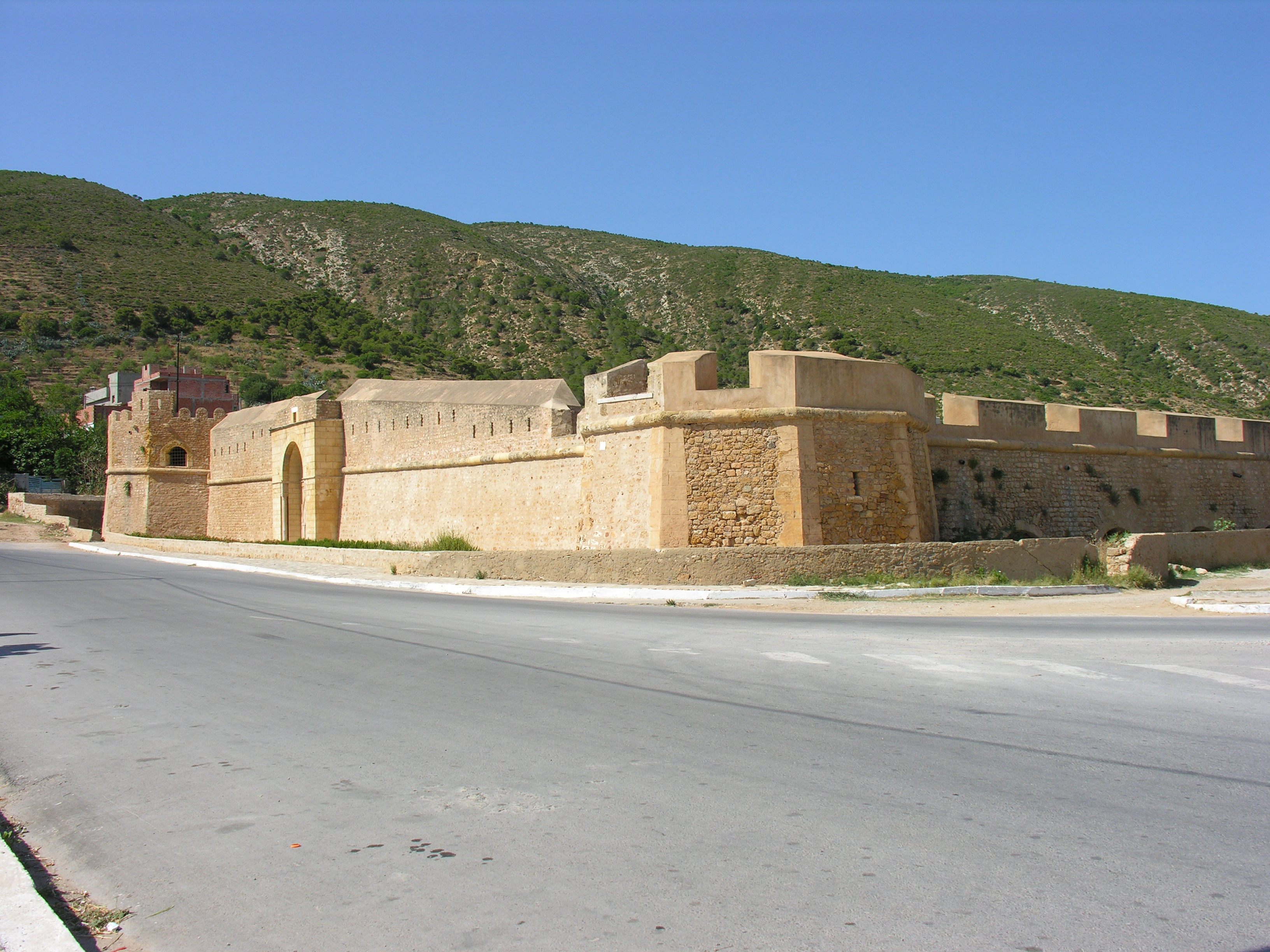
Західна сторона Бордж-ель-Кебір і вхід у форт Сіді Алі ель-Меккі

Араби значно укріпили важливе місто-порт, збудувавши на залишках римських укріплень фортецю Касба (VI-XVII століття). Підпорядкувати собі стратегічний середземноморський порт намагалися також греки, іспанці, османи, завойовники з Сицилії та Мальти — морські битви за Бізерту були перманентним явищем. З 1050 року, після нашестя племен хілалів і краху держави Зірідів, країна розпалася на багато дрібних незалежних князівств, серед яких була й Бізерта. Згодом, після відновлення берберської держави під владою Альмохадів, відбувся новий розрив, внаслідок якого Іфрикія (разом з Бізертою) отримала статус автономної провінції, якою правила династія Хафсідів.
На початку XVI століття Бізерта стала базою берберських корсарів Середземномор'я. 1508 року хафсідський султан Тунісу Абу Абдаллах Мухаммад V надав дозвіл використовувати Бізерту як свою базу для діяльності в західному Середземномор'ї османському корсару Куртоглу Мусліхіддин-реїсу. Натомість султан мав отримувати п'яту частину від здобичі, захопленої корсарами. Основними противниками берберських корсарів були флоти Іспанії, Генуї і лицарів-госпітальєрів. 1535 року містом оволоділи війська імператора Священної Римської імперії Карла V Габсбурга, а потім у 1574 році — османи. На цей час, завдяки існуванню порту, припадає другий період розквіту Бізерти.
Французький королівський флот бомбардував місто 1681 року. 4 й 5 липня 1770 року французька ескадра знову обстріляла Бізерту й зруйнувала портові споруди. 1784 й 1785 року місто й порт бомбардував флот венеційців. Поступово, у міру згасання піратського промислу, занепала й Бізерта. До вісімдесятих років XIX століття місто було занедбане, шосе й залізниця були відсутні, морський порт — засипаний.

### Під протекторатом Франції
За часів Французької колоніальної імперії, 1881 року, над колишньою провінцією Османської імперії був встановлений протекторат Французької третьої республіки. Кораблі ВМС Франції вперше ввійшли в старий порт Бізерти в травні 1881 року, під час так званої «туніської кампанії», але через дипломатичний тиск з боку Британії, яка вважала загрозою створення французької військово-морської бази за 250 милях від Мальти, 18 березня 1884 були змушені залишити Бізертську гавань.

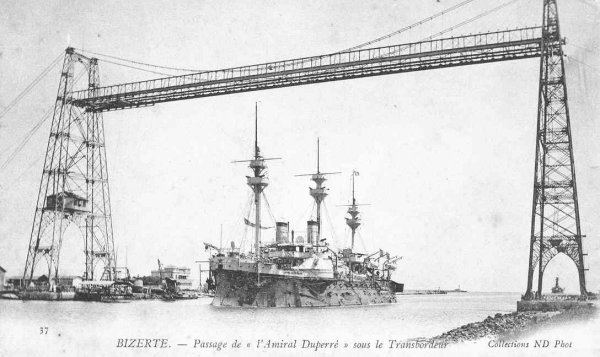
Підйомний міст через канал до озера Бізерти. 1905

Тим не менше, на початку 1886 року французи розпочали будівництво в Бізерті великого військового порту, який мав стратегічне значення — контролювати судноплавство Туніською протокою. Бізерту вони називали «пістолетом, спрямованим на Італію». Створення порту включало прокладення каналу (між Бізертською бухтою й однойменним озером), будівництво якого завершилося лише 1892 року. На насипу, що утворився від будівництва каналу, було споруджене сучасне місто. 1895 року порт був відкритий для міжнародної торгівлі. Тоді ж він перейшов під управління Військово-морського флоту Франції. Розвиток порту прискорився, зокрема, в 1897–1899 роках у зв'язку із зростанням напруженості у відносинах між Францією й Великою Британією, особливо під час Фашодської кризи. На протилежному, південно-західному, березі озера Бізерта засноване місто-порт Ферівілль, яке стало частиною військово-морської бази.
Французи втретє вдихнули життя в Бізерту: під протекторатом Франції місто стрімко зростало. Указом від 16 липня 1884 утворений муніципалітет Бізерта. 1898 року через канал був побудований підйомний міст, що поєднав з містом його південний берег. Старий канальний міст залишався на службі до 1909 року. В той же час, відразу за мединою тоді існувало старе арабське містечко, був у місті також італійський квартал, який тепер не існує. Наприкінці XIX — початку XX століття французи побудували інженерні споруди — форти для берегової оборони.
Першим іноземним військовим кораблем, що зайшов у Бізерту, став російський вітрильно-гвинтовий кліпер «Вісник». Це відбулося в жовтні 1897. Пізніше, 1920 року, цей факт багато російських моряків визнали символічним — тоді в Бізерті встали на останню стоянку тридцять три російських військових кораблі так званої «Російської ескадри».

#### Перша світова війна. Російська ескадра в Бізерті
Під час Першої світової війни Бізерта — найбільша військово-морська база союзників у Середземному морі. На базі, крім бойових кораблів, в Ла-Карубі дислокувалися гідролітаки та розвідувальний дирижабль. Особливе місце займали підводні човни.

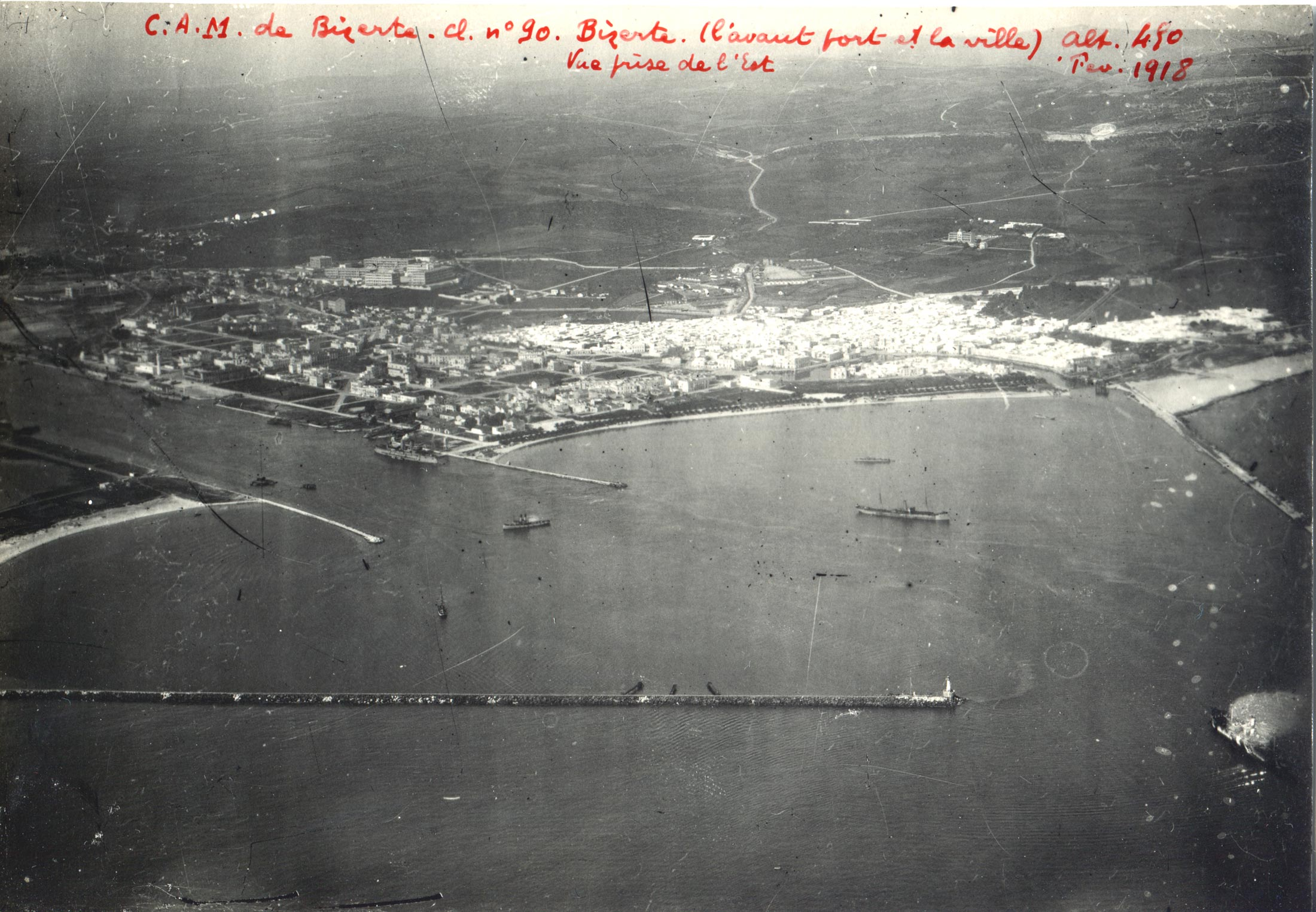
1918 Бiзерта

28 жовтня 1920 року Врангель віддав наказ про негайну евакуацію з Криму Російського імператорського флоту. Через три дні 126 кораблів і суден взяли курс на Константинополь. Чорноморський флот, що вийшов у море, був перейменований на «Російську ескадру», командувачем якої був призначений віце-адмірал Кедров. Через тиждень кораблі пройшли Чорноморські протоки, але офіційно Константинополь відмовився приймати росіян. Єдиною країною, яка несподівано погодилася надати притулок, стала Франція: бувши союзником Російської армії й не визнаючи радянську владу, французький уряд запропонував тимчасово направити ескадру до Бізерти. В забезпечення витрат, пов'язаних з прийманням біженців з Криму, французи взяли у заставу весь російський військовий і торговельний флот.

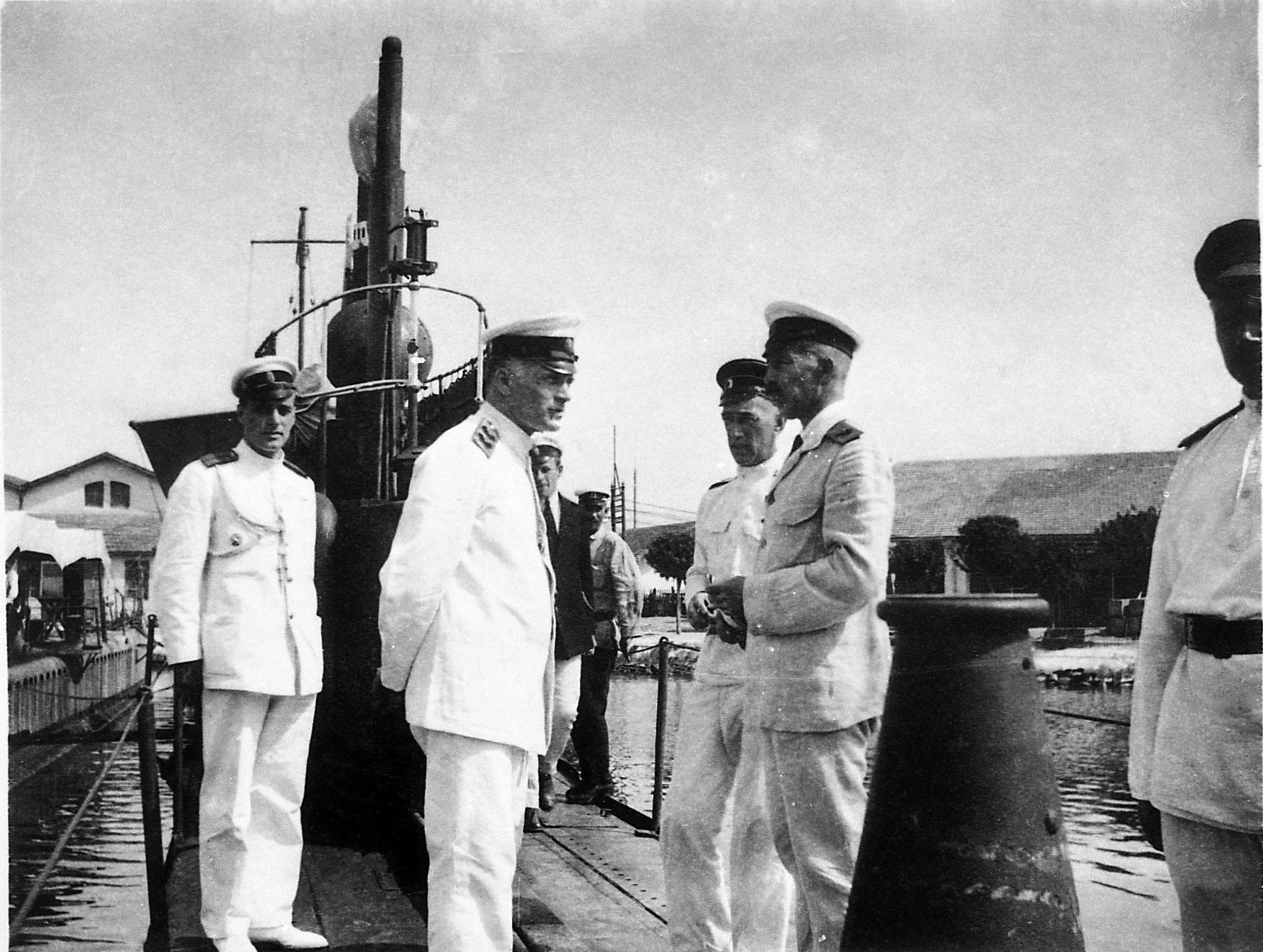
Віце-адмірал М. О. Кедров, контр-адмірали М. А. Беренс і О. І. Тіхмєнєв на підводному човні «Тюлень» у Бізерті. Липень 1921

29 грудня 1920 російські кораблі під командуванням контр-адмірала Беренса увійшли в гавань Бізерти. До середини лютого 1921 року в порту зібралися залишки ескадри з 33 кораблів і суден. Прибулі на кораблях 6 тисяч біженців (за іншими даними до Бізерти прибуло 7000 військових і 1000 цивільних осіб), заснували першу російську громаду в Тунісі. Російські військові жили в таборах, розташованих на французьких військових об'єктах, зокрема на Надор, Джебель-Кебір, Румі, Сен-Жан, Шрек-бен-Шабан.
Перебування в Бізерті російських моряків значно змінило уклад життя містечка і мало величезний культурний вплив. Була збудована православна церква, влаштований театр, де стали давати концерти й проводити лекції та бали. У старому форті Джебель-Кебір був відкритий Морський кадетський корпус. У корпусі заняття чергувалися з парадами, були організовані гуртки та офіцерські курси. Щорічно відбувалися випуски кадетів та їх призначення в корабельні гардемарини. Багато випускників згодом виїхали до Європи, де вступили до вищих навчальних закладів, переважно в Чехословаччині. Тим часом, стан російського флоту залишався жалюгідним. Кораблі були розбиті, механізми зіпсовані, а гармати розхитані. Грошей на відновлення й ремонт не було. У ситуації невизначеності вже 1921 року більша частина цивільних, які прибули з ескадрою, виїхали до Франції, а частина повернулася в Радянську Росію на пароплаві «Великий князь Костянтин».
28 жовтня 1924 Франція офіційно визнала Радянський Союз. Наступного дня, 29 жовтня о 17.25 за місцевим часом на кораблях ескадри були спущені Андріївські прапори. Наприкінці 1924 року до Бізерти прибула радянська технічна комісія, яка мала здійснити прийняття кораблів ескадри, але за технічним станом це зробити виявилося неможливим. Частину кораблів отримала Франція, інші були передані Італії та Мальті, а ті, що втратили ходові якості, — розібрані на брухт. Більшість моряків поїхали жити до Франції: до 1925 року в Тунісі залишилося лише 700 росіян, а на 10 липня 1934 від російської ескадри в Бізерті не залишилося нічого.
У пам'ять про Чорноморську ескадру, 1938 року, на кошти, зібрані російською громадою Бізерти, була споруджена невеличка церква Олександра Невського. На мармуровій дошці всередині храму золотом вибиті назви всіх кораблів, що прийшли в Бізерту. Церква прикрашена корабельними іконами, а царські врата завішані кормовим прапором з броненосця «Георгій Побідоносець». 2006 року майдан, де розташований храм Олександра Невського, був названий площею Анастасії Ширинської.

#### Друга світова війна
У березні 1939 року, за декілька днів до перемоги націоналістів у громадянській війні в Іспанії, за наказом командувача республіканськими ВМС Мігеля Буїсса кораблі республіканського флоту — три крейсери, вісім есмінців і два підводні човни залишили гавань Картахени й перейшли морем до Бізерти, де були інтерновані французькою владою.
Під час Другої світової війни місто стало місцем запеклого протистояння між гітлерівською коаліцією й військами союзників: одна з найбільших африканських військово-морських баз з гаванями, здатними приймати надводні кораблі й підводні човни, з діючим судноремонтним комплексом, базою морської авіації (Каруба) і береговим аеродромом (Сіді-Ахмед), спостережними постами на панівних висотах, а також розвиненою тиловою інфраструктурою (арсенали, склади боєприпасів і пального) не могла не привернути увагу гітлерівців — німецька армія зайняла Бізерту.

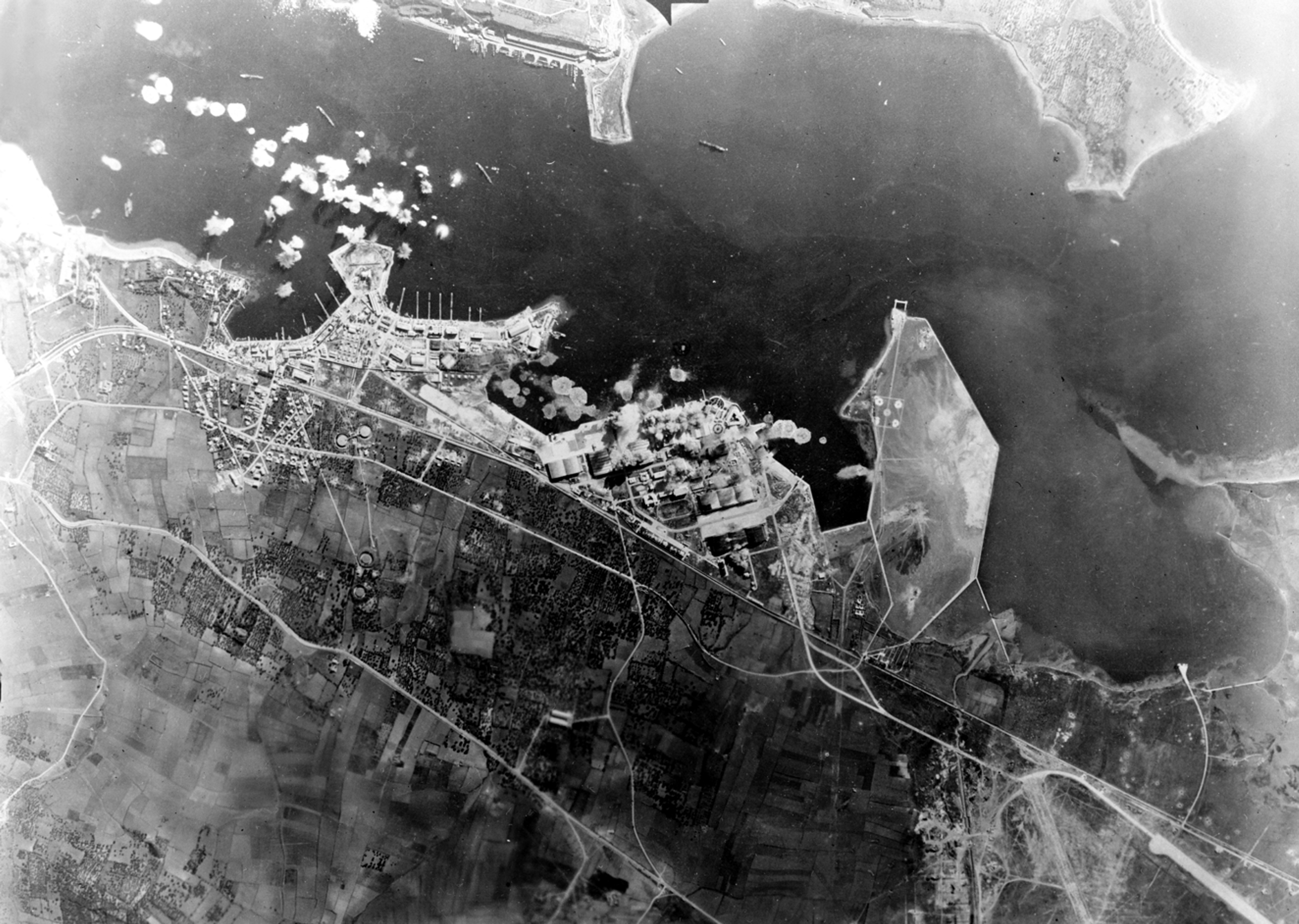
Бомбардування бізертського порту американськими «літаючими фортецями» B-17. Січень 1943

Після успіху операції «Смолоскип» — британсько-американського вторгнення в Північну Африку в листопаді 1942 року, — командування союзників ухвалило здійснити сухопутний кидок на схід з метою оволодіти Тунісом з берега. З Алжиру було дві дороги на Туніс. План союзників передбачав наступ вздовж обох доріг з подальшим захопленням міст Бізерта і Туніс. Операція, яка пізніше стала називатись туніська кампанія, розпочалася 17 листопада 1942 року.
З точки зору Гітлера, Туніс міг триматися протягом багатьох місяців або років, руйнуючи таким чином плани союзників. З початку листопада почав діяти «повітряний міст» з перекидання на туніські аеродроми німецьких військ. Руйнування бізертського порту й аеродромів стало одним з важливих завдань англо-американців — у грудні 1942 — січні 1943 місто і порт піддавалися потужним бомбардуванням. З моря військово-морська база була блокована британським військово-морським флотом.

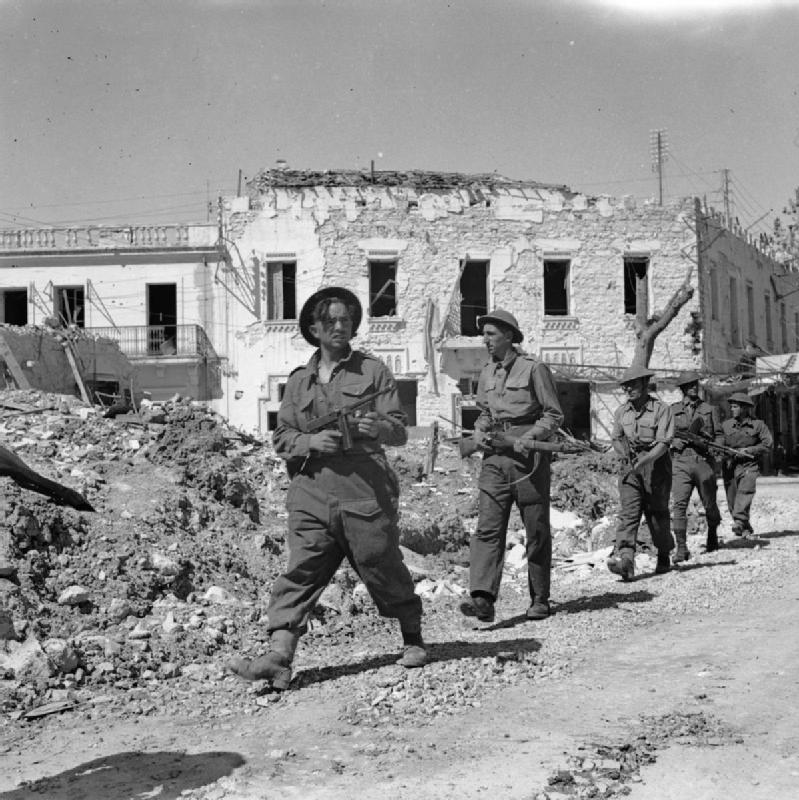
Британські вояки у визволеній Бізерті. 8 травня 1943

Бізерта була визволена від німців під час завершальної битви за Туніс у травні 1943 року. Згідно з задумом командувача військами союзників генерала Александера, наступ на півночі в напрямку Тунісу здійснювала 1-ша британська армія, на Бізерту наступав 2-й армійський корпус американців. Командував угрупованням генерал-лейтенант Андерсон. За планом Андерсона, 2-й корпус завдавав подвійного удару: на Бізерту і на захоплення висот на лівому фланзі 5-го корпусу. Заключний наступ розпочався 6 травня о третій ночі. 7 травня, після важких боїв, британські танки увійшли в Туніс, а американська піхота з 2-го корпусу, що продовжувала свій рух на північ, зайняла Бізерту.
В червні-липні 1943 на аеродромі Дар-ель-Кудія базувалися дальні бомбардувальники B-25 12-ї повітряної армії ВПС США.
В ході бойових дій Бізерта зазнала значних руйнувань. Велика частина населення залишила зруйноване місто, частина — загинула під час епідемії висипного тифу. Американська влада оголосила Бізерту «закритим містом». Заборона на проживання в місті тривала певний час і після завершення військових дій. Однак, через мародерство кількість зруйнованих будівель подвоїлась у порівнянні з кількістю ушкоджених під час боїв. Відновлення Бізерти розпочалося тільки в післявоєнний період. В межах реконструкції американські військові на набережній побудували перший у місті тринадцятиповерховий висотний будинок, у якому перебував штаб окупаційних військ.
За рішенням країн-переможниць у Другій світовій війні, прийнятим на Потсдамській конференції, Туніс і Бізерта залишилися під управлінням Франції.

### Визнання незалежності Тунісу. Бізертинська криза
Після війни, 1947 року, французький уряд надав Тунісу автономію та сформував там місцеву адміністрацію — Раду міністрів. 3 липня 1955 прем'єр-міністр Тунісу Тахар бен Аммар та французький прем'єр Едгар Фор підписали франко-туніську угоду, а 20 березня 1956 Тахар бен Аммар та міністр закордонних справ Франції Крістіан Піно підписали меморандум про взаєморозуміння, за яким Франція офіційно визнала незалежність Тунісу. Але при цьому вона зберігала за собою військову базу в Бізерті, яка була стратегічно важлива французам для забезпечення військ у Алжирі, де загострилася війна за незалежність. Через два дні після проголошення незалежності, перший президент Тунісу Хабіб Бурґіба заявив: «Після закінчення перехідного періоду усі французькі сили повинні бути евакуйовані з Тунісу, у тому числі Бізерта».
Цивільну владу в Бізерті на той час представляв туніський губернатор, але фактично вона належала французьким військовим. Персонал бази становив 7700 військовослужбовців. 4 травня 1961 року командувач Бізертської військово-морської бази французький адмірал Моріс Амман повідомив туніський уряд про початок робіт з модернізації злітно-посадкової смуги на авіабазі Сіді-Ахмед. Причому подовжена ЗПС, роботи з розширення якої насправді почалися ще 15 квітня, зайшла на півтора метра на територію Тунісу. 13 червня туніська національна гвардія змусила робітників, зайнятих на будівництві, припинити роботу, а 15 червня вимушені були припинити роботу й французькі військові, що замінили їх. Зрештою 24 червня адмірал Амман віддав наказ про припинення будівництва.

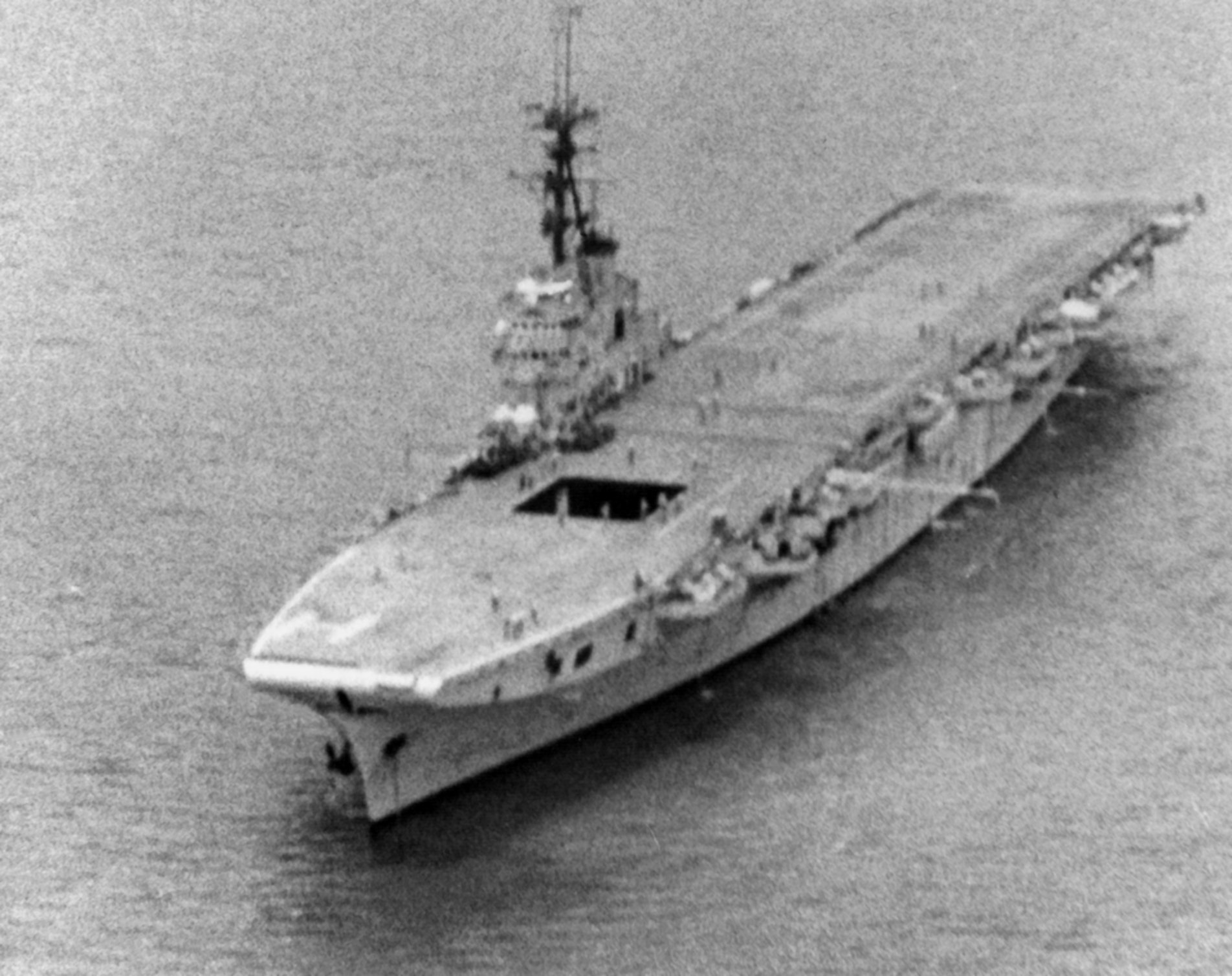
Авіаносець R95 «Арроманш» ВМС Франції

Це не призвело до припинення конфлікту: Туніс розпочав будівництво стіни по периметру бази, що викликало різке невдоволення Франції та сприяло нагнітанню напруженості. З 6 по 13 липня по всьому Тунісу проходили щоденні демонстрації з вимогою дострокового виведення французьких військ. Понад 6 тисяч членів молодіжної організації керівної партії Нео-Дестур записалися в добровольці та подалися до Бізерти. По периметру бази були вириті кілометри окопів. 13 липня туніська армія була приведена в стан підвищеної бойової готовності. 17 липня Бурґіба, виступаючи перед Національною асамблеєю, оголосив, що Туніс вимагає від Франції скоротити період деколонізації, але де Голль відмовився виконати ці вимоги. 19 липня Туніс оголосив про блокаду французької бази в Бізерті — три туніських батальйони, підтримані артилерією, зайняли позиції й унеможливили пересування французьких військових транспортних засобів. 30 французьких військових і 22 цивільних особи виявилися інтернованими в Сусі.
Де Голль ухвалив не піддаватися на шантаж Бурґіби та віддав наказ про військове вторгнення — розпочалася операція «Бульдог». Франція надіслала до Бізерти авіаносну ударну групу у складі авіаносця «Арроманш», крейсера «Де Грасс», есмінців «Шевальє Поль» і «Ла Бурдонне». За три дні боїв загинуло 630 тунісців (з них не менше половини — цивільних) і 24 французи. 22 липня було підписано угоду про припинення вогню. За даними туніського Червоного Півмісяця, битва забрала життя 5000 людей.
17 вересня розпочалися франко-туніські переговори щодо евакуації французів з Бізерти й поступового виведення французьких військ з території бази. 29 вересня було досягнуто згоди. Остаточно французький військовий флот залишив Бізерту 15 жовтня 1963. На честь цієї події в Тунісі започатковане державне свято — День евакуації, яке відзначається щорічно 15 жовтня.

## Географія

### Розташування й фізична географія
Бізерта розташована на північному узбережжі Тунісу, за 15 кілометрів від мису Бланко — найпівнічнішої точки Африки. За 25 кілометрів на південний схід від міста лежить озеро і національний парк Ішкель — об'єкт світової спадщини ЮНЕСКО. За 30 кілометрів на південь від Бізерти — археологічні розкопки стародавньої Утіки. До столиці Тунісу — міста Туніс — 60 кілометрів.
Місто розташоване переважно на південно-західній стороні бізертського каналу, що пов'язує Середземне море з озером Бізерта. На південному березі каналу, який сполучається з основною частиною міста через розвідний міст, розташовані міський район Зарзуна і міста-супутники Мензель-Джеміль і Мензель-Абдеррахман, що входять у бізертську міську агломерацію.
Місто оточують мальовничі ліси, що розкинулися на схилах згаслого вулкана. На узбережжі — піщані пляжі Сіді-Салем, Ла-Гротте, на півдні — Ель-Ремель.
Автомагістраль A4 (RN8) зв'язує Бізерту зі столицею й стародавнім Карфагеном, а також міжнародним аеропортом Туніс-Картаж. Автобуси-експреси національної транспортної компанії Тунісу курсують між туніської столицею і Бізертою щогодини. Автобуси в Бізерту вирушають також прямо з аеропорту Туніс-Картаж. До Бізерти можна також дістатися поїздом з центрального вокзалу Тунісу.

### Клімат
Клімат — проміжний між аридним і субтропічним середземноморським з гарячим літом (Csa). Середньорічні температури: січня +11 °C, липня +25 °C. Середньорічна кількість опадів 410—660 мм.
Вплив на клімат Бізерти мають розташування на узбережжі Середземного моря і близькість Сахари. Північні вітри, зустрічаючи на своєму шляху гори, приносять сюди в осінньо-зимовий період вологу, яка випадає у вигляді дощів. Літня спека пом'якшується морським бризом. Коли на узбережжя прориваються гарячі південні вітри сірокко, що дмуть із Сахари, панують сухість і спека.
| Клімат Бізерти                                     | Клімат Бізерти | Клімат Бізерти | Клімат Бізерти | Клімат Бізерти | Клімат Бізерти | Клімат Бізерти | Клімат Бізерти | Клімат Бізерти | Клімат Бізерти | Клімат Бізерти | Клімат Бізерти | Клімат Бізерти | Клімат Бізерти |
| Показник                                           | Січ.           | Лют.           | Бер.           | Квіт.          | Трав.          | Черв.          | Лип.           | Серп.          | Вер.           | Жовт.          | Лист.          | Груд.          | Рік            |
| Середній максимум, °C                              | 15,3           | 15,8           | 17,2           | 19,6           | 23,7           | 27,7           | 31,3           | 31,6           | 29,0           | 24,8           | 19,9           | 16,3           | 19,8           |
| Середня температура, °C                            | 11,2           | 11,4           | 13,1           | 15,3           | 18,3           | 22,6           | 25,3           | 25,7           | 24,2           | 20,4           | 16,0           | 12,3           | 17,98          |
| Середній мінімум, °C                               | 6,9            | 7,0            | 7,7            | 9,7            | 12,6           | 16,4           | 19,1           | 20,1           | 18,3           | 14,8           | 10,7           | 8,0            | 12,6           |
| Норма опадів, мм                                   | 92             | 85             | 59             | 45             | 27             | 10             | 2              | 5              | 31             | 84             | 84             | 102            | 626            |
| -------------------------------------------------- | -------------- | -------------- | -------------- | -------------- | -------------- | -------------- | -------------- | -------------- | -------------- | -------------- | -------------- | -------------- | -------------- |
| Джерело: Національний інститут метеорології Тунісу |                |                |                |                |                |                |                |                |                |                |                |                |                |

| січень                                   | лютий | березень | квітень | травень | червень | липень | серпень | вересень | жовтень | листопад | грудень |
| ---------------------------------------- | ----- | -------- | ------- | ------- | ------- | ------ | ------- | -------- | ------- | -------- | ------- |
| 15°С                                     | 15°С  | 15°С     | 15°С    | 17°С    | 21°С    | 24°С   | 25°С    | 24°С     | 22°С    | 19°С     | 16°С    |
| Джерело: Climate-guides — Клімат Бізерти |       |          |         |         |         |        |         |          |         |          |         |

## Населення
Населення Бізерти складається переважно з нащадків алжирських арабів і берберів, що іммігрували наприкінці XIX століття рятуючись від посухи, а також з мусульман — мігрантів з Андалусії, слов'янських мусульман Османської імперії, сицилійців, корсиканців, сардинців, мальтійців. Незначна частка нащадків російських моряків, що потрапили до Бізерти 1920 року з Чорноморською ескадрою. Європейці й невелика єврейська громада, більшою частиною, у період від оголошення незалежності Тунісу 1956 року й до виводу останніх французьких військ 1964 року, поступово залишили місто. На сьогодні 97 % бізертців — араби, незначна частина — французи, інші — італійці, росіяни, білоруси, українці, болгари, серби, румуни, євреї — становлять менше відсотка містян.
| 1956   | 2004    | 2007    | 2009    | 2011    | 2013    |
| ------ | ------- | ------- | ------- | ------- | ------- |
| 46 700 | 114 371 | 117 126 | 119 243 | 121 483 | 126 491 |
|        | ▲       | ▲       | ▲       | ▲       | ▲       |

Чисельність населення станом на 2013 рік — 126,5 тис. осіб. Населення міст-супутників Мензель-Джеміль і Мензель-Абдеррахман, що входять до бізертської міську агломерації — понад 167 тис. Щільність населення 2886 ос./км². Релігійний склад: іслам сунітського толку (97 %), 3 % — християнство: католицизм, православ'я.
Більшість російських емігрантів залишила Бізерту ще у 1920-х роках: до 1925 року в Тунісі залишалося лише 700 росіян. Але й ті що залишилися, перебралися до Франції після проголошення Тунісом незалежності. На початку 1960-х років російська колонія в Бізерті була представлена лише декількома сім'ями — залишилися Іловайські та Ширинські. На початку XXI століття там залишалося жити лише кілька нащадків тих людей, що прибули до Тунісу в грудні 1920.

## Освіта, спорт, туристична інфраструктура

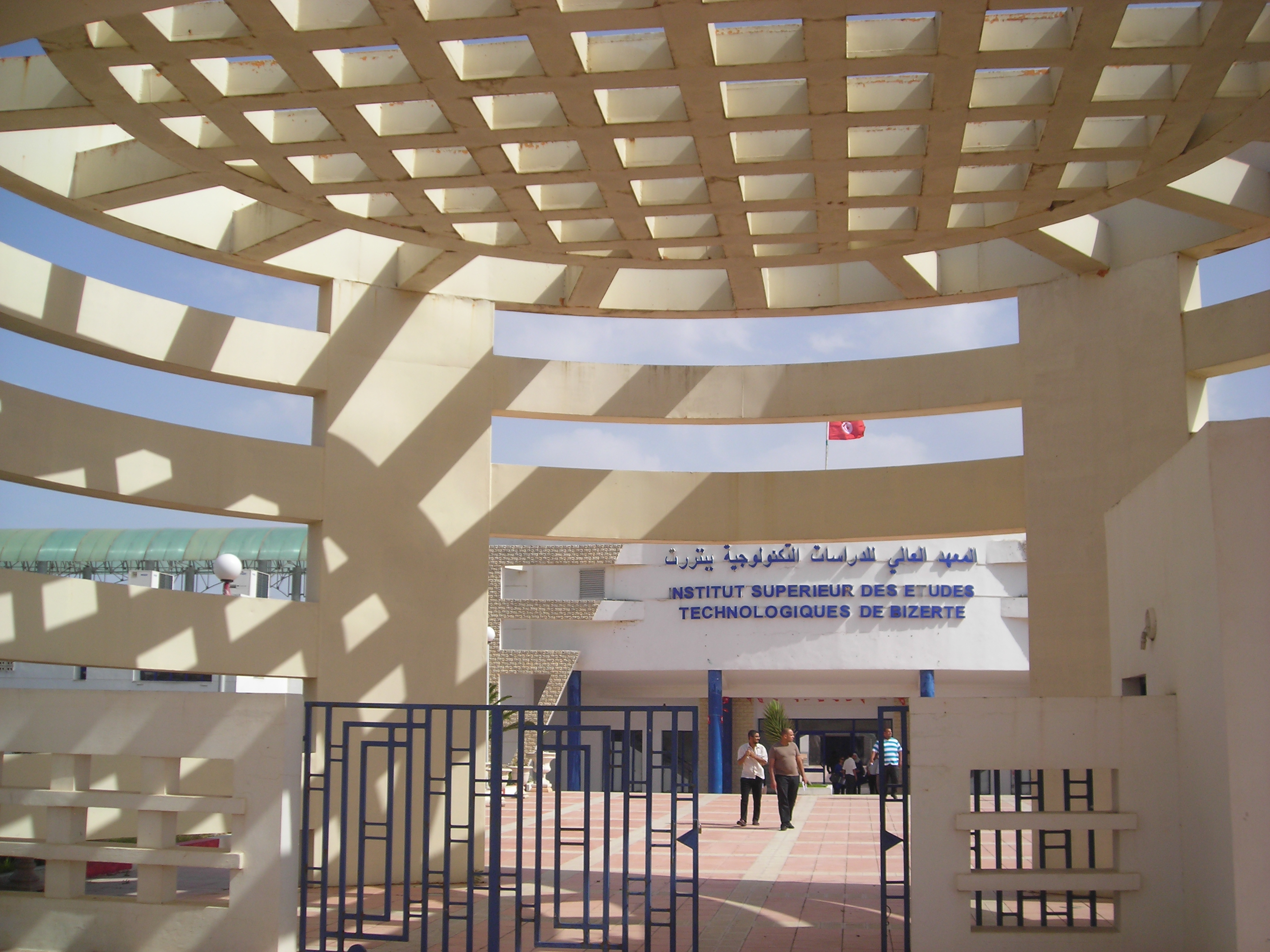
Бізертський вищий технологічний інститут

Вищі навчальні заклади Бізерти — переважно філії Карфагенського університету. Це Вищий технологічний інститут, Вищий інститут бізнесу та бухгалтерського обліку, Інститут підготовки інженерів і Національна інженерна школа.
Розвинена спортивна інфраструктура. Популярний вид спорту — футбол. Найбільша спортивна арена Бізерти — стадіон «15 жовтня», який вміщує 15 000 глядачів, — домашня арена футбольного клубу «Бізертен». «Бізертен» є першою туніською футбольною командою, яка виграла континентальний трофей — Кубок володарів кубків КАФ у 1988 році. Президент спортивного клубу і його головний спонсор — відомий туніський політик і бізнесмен, член Національної асамблеї Мехді Бен Гарбія. Два інші футбольні клуби з Бізерти — «Зарзуна» і SAMB (фр. Stade Africain Menzel Bourguiba) грають в «Північній групі» 3-ї професійної ліги національного футбольного чемпіонату. Популярні також волейбол, баскетбол, регбі, теніс. Гордість бізертців — тенісист Малік Джазірі у 2011 році завоював «золото» XII Панарабських ігор.
Попри те, що Бізерта є найбільшою військово-морською й військово-повітряною базою Тунісу, попри наявність у ній великої кількості військових об'єктів, місто відроджується також як центр туризму. Морський туристичний кластер представлений відкритою 2012 року мариною для суперяхт (завдовжки до 110 м включно) з наземною інфраструктурою для обслуговування й відпочинку.
Пам'ятки історії: арабська фортеця Касба (VI-XVII століття) у центрі медини на північному березі гавані — Іспанський форт (1570). Цитадель (форт Сіді-Салем, 1573) — зараз театр просто неба, малий форт Сіді-ель-Хані на березі протоки — Океанографічний музей. На горі Кебір — форт Джебель-Кебір, де у 1920-х розташовувався Російський морський корпус. Культові споруди — Велика мечеть (1652) з восьмикутним мінаретом, православний храм Олександра Невського (1938). Християнське кладовище Ле Буржель (фр. Le Bourgel) з російською ділянкою.
Планування старих кварталів міста — строге прямокутне. Це спадок французької колонізації. Старий порт у центрі міста розділяє його на нову й стару частини. На острові посеред гавані обладнана пристань з кафе й магазинами. Готелів у Бізерті небагато, переважно — категорії «три зірки» (Cat B). Найкращим готелем вважається Bizerta Resort.

## Економіка
Основу економіки складають портова індустрія й судноремонт. Розвинені також нафтопереробна, цементна, металургійна, текстильна промисловість.
Традиційні ремесла — килимарство, мереживоплетіння та виготовлення ювелірних виробів зі срібла, латуні й напівдорогоцінних каменів, обробка шкір.
Сфера послуг включає обслуговування військових баз, торгівлю, туризм.

### Порт і військово-морська база

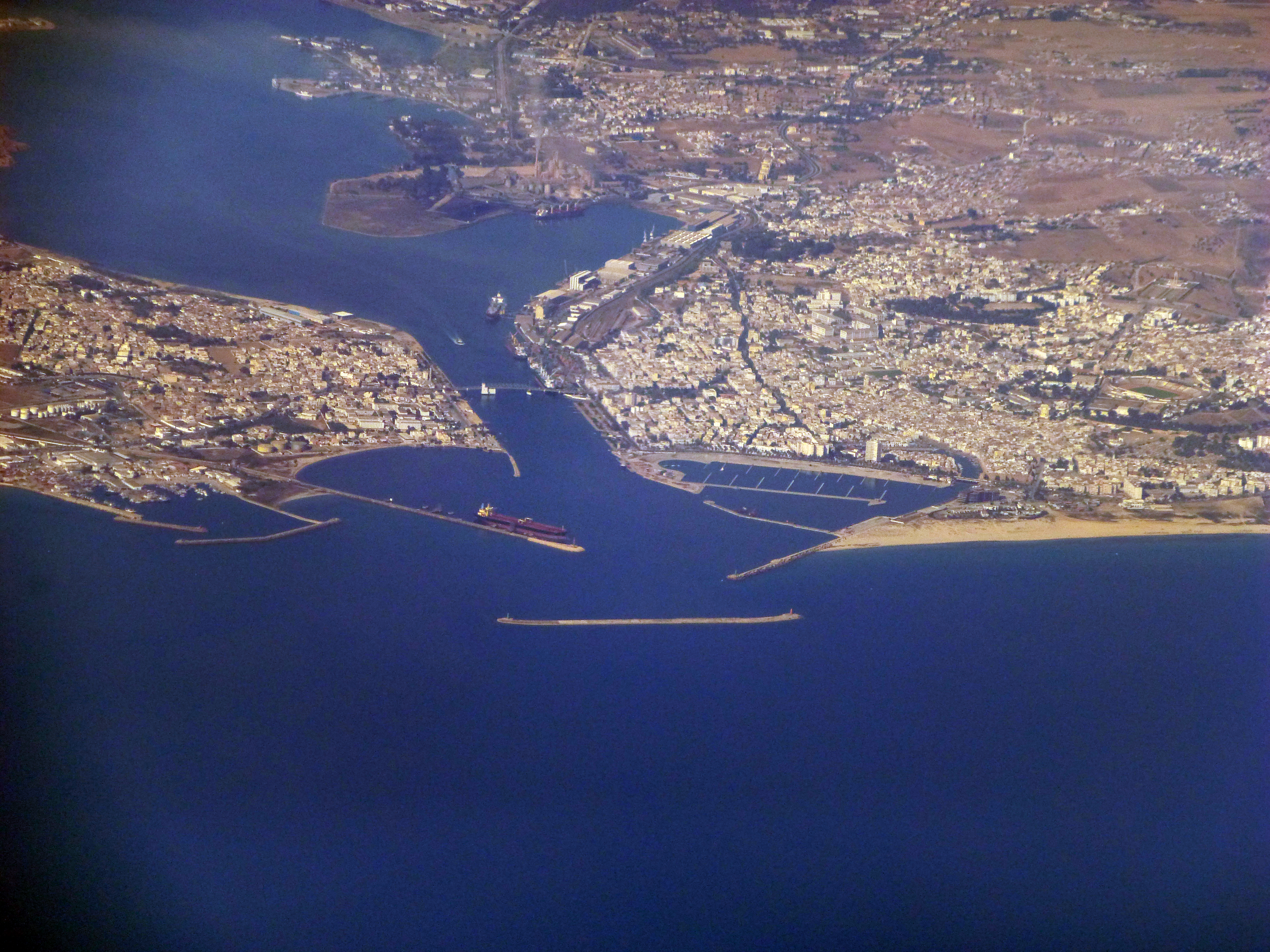
Місто і порт Бізерта з повітря

Сприятливе стратегічне розташування на осі, що розділяє Середземне море (за 160 км від мису Бон, на північному березі Туніської протоки — європейська Італія), і зручна природна гавань Бізерти з давніх часів перетворило її спочатку на природну, а потім — на спеціально обладнану, військово-морську базу.
Старий Бізертський порт розташований у центрі міста й поділяє його стару й нову частини. Новий, сучасний, морський порт і військово-морська база збройних сил Тунісу, розташовані, переважно, в однойменній бухті Середземного моря. Акваторія порту й ВМБ включає південно-західну частину бухти, протоку Гуле-дю-Лак й озеро Бізерта, до якого прокладено канал 12-ти метрової глибини. Через канал перекинуто розвідний міст з вертикальним зазором 13 метрів. Площа порту й бази становить близько 14 км², є понад 50 причалів, обладнаних береговими й плавучими кранами для обробки морських вантажів вантажопідйомністю до 60 тонн. Лінія причалів довжиною близько 5 км з глибинами до 12 метрів розташована в південно-західній частині бухти. Портові судноремонтні підприємства з чотирма сухими доками (найбільший 249×35×12 м) і сліпами забезпечують ремонт великотоннажних кораблів і суден.

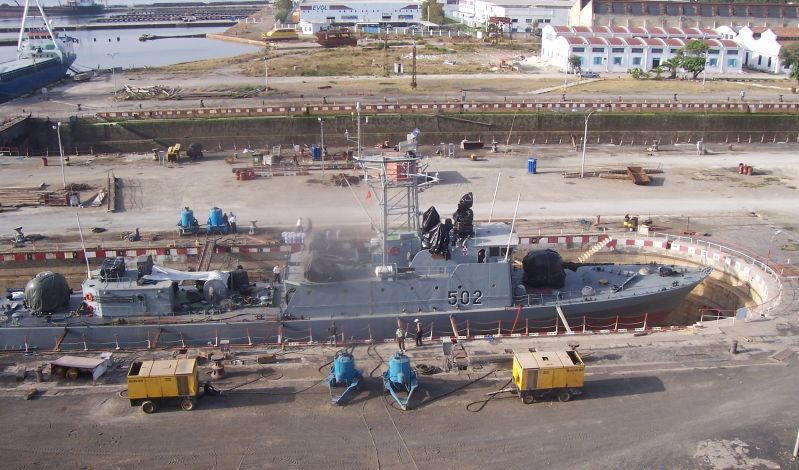
Патрульний катер ВМС Тунісу в сухому доці корабельні «Мензель-Бургіба»

Бізертський порт відіграє ключову роль в промисловій інфраструктурі Тунісу, пов'язуючи промислові райони півночі країни — Мензель-Бургіба, Мензель-Джеміль, Утіка і слугуючи важливим транспортним конектором між Африкою та Європою. Вантажообіг порту 2006 року становив понад 4,7 млн тонн (для порівняння: у 1984 році — 2,7 млн т). Переважно це міжнародні вантажоперевезення. Майже дві третини з них — експорт в Європу й майже дві третини вантажів — вуглеводні. Вихід до залізничної мережі, а також до автомагістралі Туніс — Бізерта й шосе, що пов'язує Бізерту з Мензель-Бургіба надають додаткові переваги сучасному порту.
Військово-морська база забезпечує базування корабельного складу до крейсерів включно. Її причали, завдовжки до 4 км і глибинами до 10 метрів розташовані в протоці Гуле-дю-Лак і в гавані Сіді-Абдаллах. На території ВМБ знаходяться флотський арсенал, склади боєприпасів, пального.
У Бізерті, крім штабу військового флоту, дислокуються штаби одного з трьох військово-морських районів ВМС Тунісу і Північного сектору охорони морських кордонів Національної гвардії.

## Міжнародне співробітництво
Бізерта має особливі відносини з Тулоном і угоду про співпрацю в межах програми реабілітації історичних центрів з Клермон-Ферраном (Франція).
Муніципалітет Бізерта також підписав угоди з п'ятьма іншими містами-побратимами:
- Танжер, Марокко — з 6 серпня 1976;
- Порт-Саїд, Єгипет — з 13 січня 1977;
- Аннаба, Алжир — з 12 квітня 1985;
- Каламата, Греція — з 22 червня 1997;
- Палермо, Італія — з 6 березня 2001.

## Видатні особистості

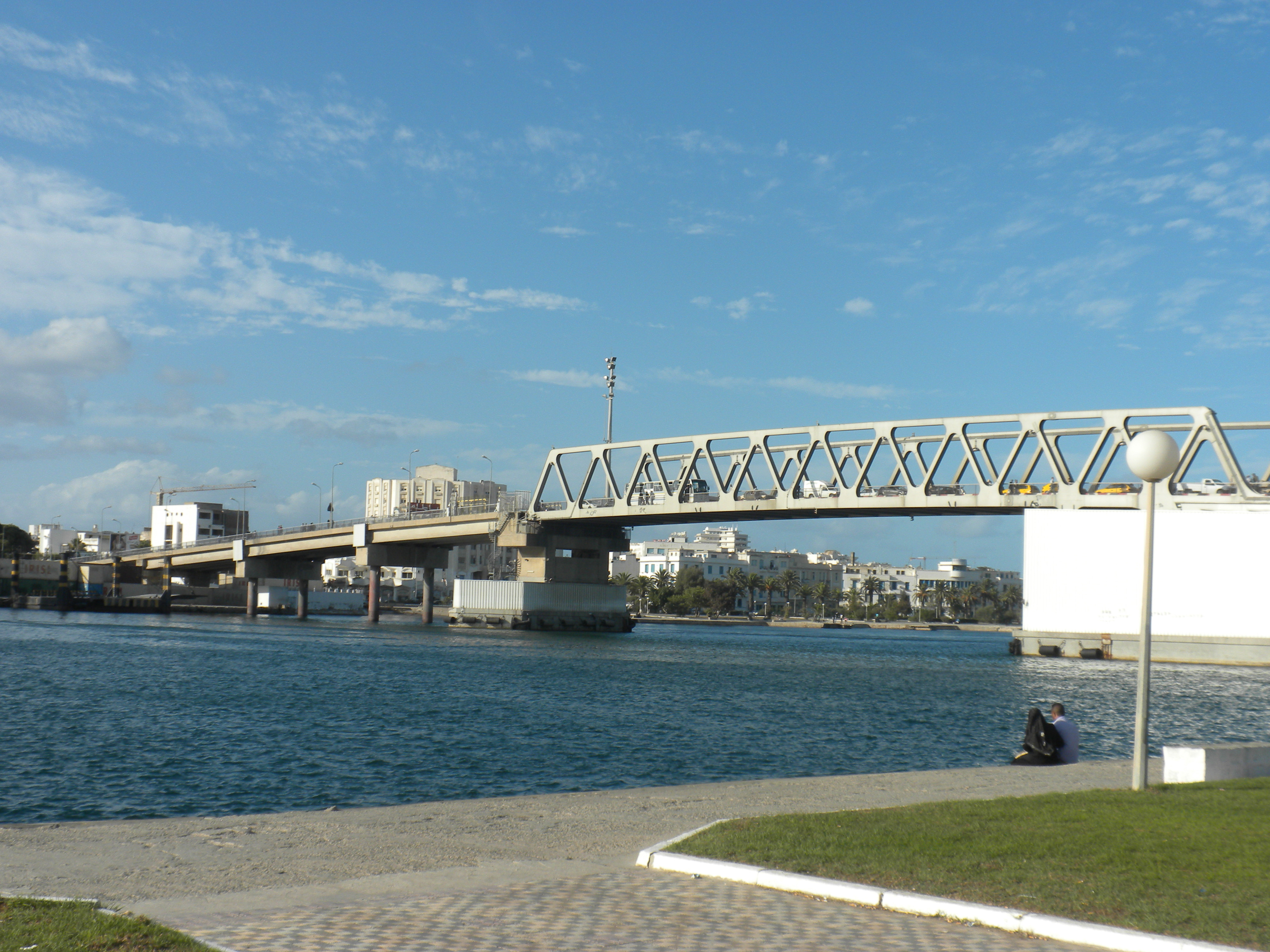
Розвідний міст через Бізертську протоку — секретний об'єкт. Фотографувати заборонено!

В Бізерті народилися:
- Малік Джазірі (Малек Жазірі) — професійний тенісист, золотий призер XII Панарабських ігор (2011);
- П'єр Коен — французький політичний діяч, мер Тулузи, сенатор парламенту Франції (з 2012);
- Бернард Мураччоле — французький оперний співак, режисер, сценограф;

- Мохамед Хабіб Марзукі — туніський філософ, теолог, член Національної конституційної асамблеї Тунісу (2011—2013);
- Мехді Бен Гарбія — туніський політик і бізнесмен, член Національної асамблеї, з 2014 депутат Асамблеї народних представників Тунісу;
- Семі Бен Гарбія — туніський правозахисник, блогер, журналіст, організатор туніського аналога WikiLeaks — сайту Nawaat.

## Цікаві факти
У Бізерті, як і в Тунісі взагалі, юридично закріплена «свобода панорами навпаки» — заборонена фотозйомка державних і військових установ та об'єктів. У місті, оточеному фортами, яке являє собою один великий укріпрайон, заборонених для фотографування об'єктів більше, ніж туристичних пам'яток, дозволених для фотографування.